# Sandberg Wiederau und Klinkholz
Sandberg Wiederau und Klinkholz ist ein Naturschutzgebiet (NSG) im Landkreis Mittelsachsen in Sachsen. Das 60 ha große Gebiet mit der NSG-Nr. C 79 liegt zwischen den Ortsteilen Wiederau und Stein der Gemeinde Königshain-Wiederau.
Das Naturschutzgebiet wurde durch eine Verordnung des Regierungspräsidiums Chemnitz vom 22. Oktober 1996 festgesetzt.